# Gródecka lipa
Gródecka lipa (cz. Hrádecká lípa) jest największym i najstarszym drzewem pamiątkowym w regionie Jabłonkowa oraz największym drzewem w powiecie Frydek-Mistek. Rośnie przy żółtym szlaku turystycznym prowadzącym z Gródka na wzgórze Ostry. Przy lipie znajduje się stara studnia.

## Podstawowe dane
- nazwa: Gródecka lipa, Hrádecká lípa, Hradecká lípa[1], lípa Hrádek, lípa v Hrádku
- wysokość: 22 m (1991)[1], 30 m (2003)[1]
- obwód: 680 cm (1991)[1], 675 cm (2003)[1]
- wysokość pnia: 4 m (2003)[1]
- średnica korony: 22 m (1991)[1], 26 m (2003)[1]
- wiek: ?
- stan zdrowia: 1 (1991)[1], 3 (2003)[1]

## Stan i utrzymanie drzewa
Pień drzewa rozdziela się w jednym miejscu na pięć głównych konarów. Korona jest silnie rozbudowana. Końce gałęzi zamierają. Na głównych konarach znajdują się dziuple, wnęka w pniu jest zakryta.

## Historia
Lipa kiedyś należała do gospodarstwa, którego właścicielami byli państwo Rusnokowie, Karpetowie i Kawulokowie. W pobliżu lipy i studni koncentrowało się życie miejscowych. Odbywały się tam różne uroczystości świąteczne oraz kultywowano lokalne zwyczaje.

## Ciekawostki
Lipa pojawiła się w Czeskiej Telewizji w programie Paměť stromů, a konkretnie w odcinku nr 5 Stromy a boje.
W ramach projektu Záchrana genofondu památných stromů instytutu badawczego Sylva Taroucy 17 lutego 2004 zebrano sadzonki lipy.